# Dan Johansson
Dan Martin Johansson (* 11. Juli 1950 in Nätra) ist ein ehemaliger schwedischer Eisschnellläufer.
Johansson wurde im Jahr 1969 schwedischer Juniorenmeister im Kleinen Vierkampf und nahm von 1968 bis 1976 an internationalen Wettbewerben teil. Dabei kam er in der Saison 1972/73 bei der Mehrkampfweltmeisterschaft 1973 in Deventer auf den 27. Platz und bei der Mehrkampfeuropameisterschaft 1973 in Grenoble auf den 12. Rang im Großen Vierkampf. Bei der Mehrkampfeuropameisterschaft 1974 in Eskilstuna lief er auf den 16. Platz und bei der Mehrkampfeuropameisterschaft 1975 in Heerenveen auf den 19. Rang im Großen Vierkampf. In der Saison 1975/76 belegte er bei der Mehrkampfeuropameisterschaft 1976 in Oslo den 17. Platz im Großen Vierkampf und im Februar 1976 bei seiner einzigen Teilnahme bei Olympischen Winterspielen in Innsbruck den 25. Platz über 5000 m sowie den 16. Rang über 1500 m. Seine beste Platzierung bei schwedischen Meisterschaften erreichte er im Jahr 1976 mit dem zweiten Platz im Großen Vierkampf.

## Persönliche Bestzeiten
| Disziplin | Zeit         | Datum           | Ort      |
| --------- | ------------ | --------------- | -------- |
| 500 m     | 39,90 s      | 1. Februar 1976 | Davos    |
| 1000 m    | 1:20,20 min  | 30. Januar 1976 | Davos    |
| 1500 m    | 2:01,68 min  | 4. Februar 1976 | Davos    |
| 3000 m    | 4:17,24 min  | 30. Januar 1976 | Davos    |
| 5000 m    | 7:34,84 min  | 1. Februar 1976 | Davos    |
| 10.000 m  | 16:13,29 min | 27. Januar 1973 | Grenoble |